# フェロセリウム

フェロセリウムの使用例

フェロセリウムは、鉄とセリウムの合金。表面が荒い物で高速で擦ると、3,000 °C (5,430 °F) の火花を発生する。これはセリウムが持つ 150～180 ℃という低着火温度を応用したもので、発火合金として使用される。
1903年に、化学者のカール・ヴェルスバッハがフェロセリウム発火石の特許を取得し、Auermetallという商品名で販売したのが知られている。
これを使用した製品に火打ち石と合わせて用いるロッド(ferro rods, spark rods)や、火打ち石の機能もセットとなり片手で扱える製品(flint-spark-lightersː溶接現場で多用、flint lighter)などがある。ライターの部品としても使われる。（フリント式ライター）

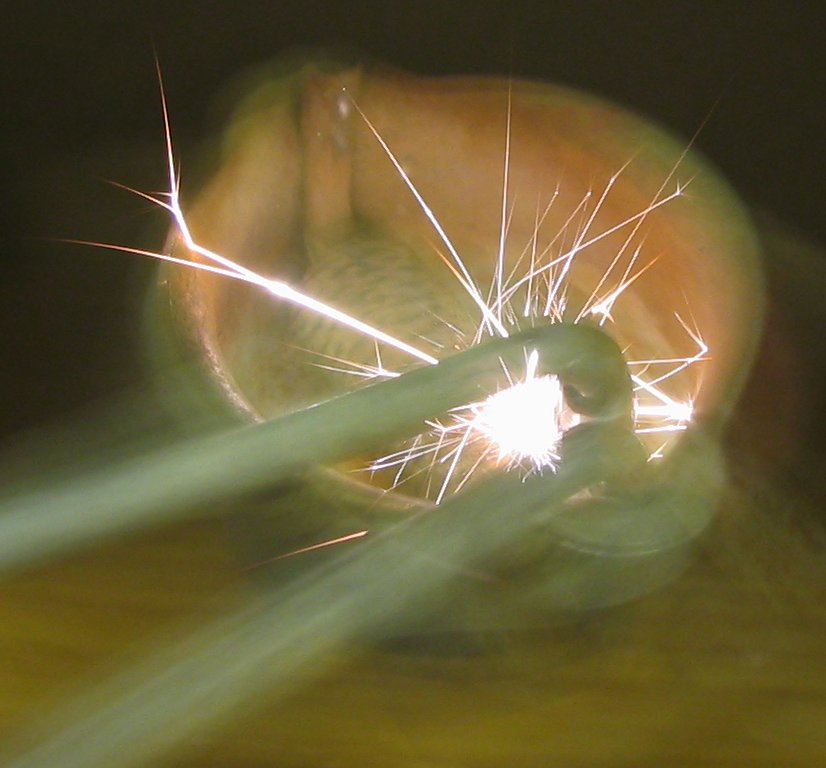
使用中のフリントスパークライター

## 危険物
CAS登録番号：69523-06-4、GHS分類では、可燃性固体として危険物指定されている。
『 国連番号 』は、UN1323（クラス4.1（可燃性物質）容器等級 II）に分類されているため、輸送する際には定められた容器や方法を用いなければならない。

## 用途
ライターのフリントやキャンプなどのファイアスターター、ガス溶接の現場などで使用される。
燃料を必要とせず、低温、高所でも使用できるので、登山に向く。